# Tuti Yusúpova
Touti Tojiboyevna Yusúpova, más conocida como Tuti Yusúpova   (en cirílico: Тути Юсупова, en uzbeko To'ti Yusupova, Tўti Yusupov) conocida por el sobrenombre de Tuti-Momo (¿1880?-2015) fue una Supercentenaria, una de las personas más longevas del mundo. A lo largo de su vida ostentó las nacionalidades rusa, soviética y uzbeka.
Tuti Yusúpova fue considerada en 2010, cuando contaba con 130, como la persona más longeva de la tierra. Superando en 12 años a francesa Jeanne Louise Calment, que era la que en esa fecha estaba reconocida como la más longeva de tierra, y en 17 años a la japonesa Misao Okawa quien se inscribió en 2013 Libro Guinness de los Récords como la persona de más edad del mundo. Murió el 28 de marzo de 2015, cuatro días antes que Misao Okawa, a la edad de 134 años y 270 días.
La fecha de nacimiento de Tuti Yusúpova, 1 de julio de 1880 es reconocida por las autoridades de Karakalpakistán y de Uzbekistán, siendo dudosa o no certificada por organismos internacionales independientes. En el año 2008 el presidente de Uzbekistán, Islam Karímov, le concedió la medalla estatal Shujrat (Honor) por tener más de 100 años.

## Biografía
Tuti Yusúpova nació, según la partida de nacimiento y pasaporte presentados por Baxadir Yangibayev, presidente del Consejo de Ministros de la República de Karakalpakistán tras su muerte, el 1 de julio de 1880 en la localidad de To‘rtko‘l perteneciente al óblast de Sir Daria  perteneciente entonces al Imperio Ruso, actual República Autónoma de Karakalpakistán en Uzbekistán. Su padre se llamaba Tojiboy (Тожибой) y su madre Uljon (Улжон) tuvo un hermano menor. Su familia se dedicaba a la agricultura y su padre murió cuando ella todavía era pequeña, recayendo toda la responsabilidad de sacar la unidad familiar adelante en la madre a la que Tuti Yusúpova ayudaba trabajando desde los 9 años en la pequeña explotación familiar. Se casó en 1898, con 17 años de edad, y tuvo dos hijos, Snezhana, que murió en 1984 y Jamal que murió en 1956 antes de Primera Guerra Mundial. Su esposo murió en 1940 antes de cumplir los 70 años de edad.
Trabajó en una granja y durante muchos años en la construcción de canales de irrigación. Vivió en la región autónoma de Karakalpakstán (al noroeste de Uzbekistán) región de carácter desértico y limítrofe con el mar de Aral y con Kazajistán.
Vivió las dos contiendas mundiales y la revolución rusa, que cambió su nacionalidad crearse la Unión Soviética en 1922 integrando a Uzbekistán.  Momo Yusupova recuerda el proceso de colectivización en la Unión Soviética (la política puesta en marcha por Iósif Stalin para consolidar la tierra en dominio popular y la mano de obra en granjas de explotación colectiva o koljós (en ruso: колхо́з) y en granjas de explotación estatal o sovjós (en ruso: совхо́з) entre 1928 y 1933) marcado por el sufrimiento de la gente que le rodeaba. Ella manifiesta 

Sobreviví al peso de la carga de aquellos tiempos. Recuerdo muy bien el período de la colectivización. Qué puedo decir, nuestra gente sufrió mucho .../...  Pero nunca tuve miedo de las dificultades. Se dedicaba a arar los campos, hacer zanjas, recoger algodón, transportar fertilizantes en un carro. Trabajaba constantemente, siempre estaba en movimiento.

Tuti Yusúpova vivía con su bisnieta, una de los más de 100 descendientes que tenía en el momento de su muerte, en un pueblo de Turtkul, región autónoma de Karakalpakstán en Uzbekistán. Le gustaba ver la televisión aunque sufría de alguna deficiencia de audición. Afirmaba que el secreto de la longevidad era ser honesto, trabajador y servicial.
Tuti Yusúpova tomó relevancia a raíz de que el responsable local del Partido Liberal Democrático de Uzbekistán, Safar Khakimov, realizaba un estudio sobre los centenarios de su región para hacer una serie de homenajes en el aniversario de la independencia del país en el año 2009. En 2008 se le otorgó la Medalla Shokhrat al cumplir los 100 años de edad.
En otoño de 2010 la productora "Karakalpakfilm" realizó una película documental sobre los 130 años de edad de Tuti Yusupova que se tituló "Testigos tres siglos"  (en ruso: Свидетельница трех веков).
Tuti Yusúpova, conocida como "Tuti-momo"  era muy respetada por sus vecinos, Ikrom Bekniyozov, alcalde de la localidad en 2015 manifestó 

En previsión de viajes, bodas y otros eventos, al comienzo de la construcción de viviendas, siempre acudimos a ella y le pedimos bendiciones .../... Es una tradición que se ha desarrollado a lo largo de los años. No puede ser de otra manera en el pueblo donde vive la persona más vieja del mundo. Más de 16.000 personas de diferentes nacionalidades conviven en nuestro pueblo como una sola familia.

Tuti-momo manifiesta 

Perdí la cuenta de mis nietos, bisnietos, tataranietos... Solo digo: "¡Que sean saludables!", a veces confundo sus nombres, pero no da miedo, lo principal es que estén sanos. .../... Lo más importante, hijos míos, es apreciar el mundo. La primera propiedad dada al hombre es la vida, la segunda es la paz. Me alegra que la paz y la tranquilidad, la abundancia y la prosperidad reine en nuestro país. .../... Vive honestamente. Atrévete a ser agradecido. Actúa siempre. No ofendas a la gente, el alma humana es muy vulnerable. - Apreciad los días tranquilos y pacíficos, vivid juntos, hijos míos. Hay prosperidad donde hay acuerdo. Que la paz, la tranquilidad y la prosperidad reine siempre en nuestro país.